# ماهویه خورشید
شاهوی یا ماهوی، (قرن چهارم هجری) از اهالی نیشابور، و یکی از چهارتن دانایِ زرتشتی بود که با کمک یکدیگر شاه‌نامه‌ای منثور را با استفاده از داستان‌های قدیم ایران گردآوردی کردند. این شاه‌نامه، به شاه‌نامهٔ ابومنصوری معروف است و به دستورِ امیر ابومنصور محمد بن عبدالرزاق، فرمان‌روای آن‌زمانِ طوس نوشته شد.
امیر ابومنصور، به پیشکار خود، ابومنصور مَعمری دستور داد تا از دهقانان و فرزانگانِ آن زمان کسانی را بیاورد تا داستانِ شاهانِ قدیم ایران، از کیومرث تا یزدگرد سوم را در کتابی بنویسند.
بعدها این کتاب، منبع اصلیِ فردوسی برای به نظم درآوردنِ شاه‌نامه شد. فردوسی از شاهوی در شاه‌نامه و در داستانِ گو و طلخند نام می‌برد:
| چنین گفت فرزانه شاهوی پیر |  | ز شاهوی پیر این سخن یادگیر |